# South Heart
South Heart è un centro abitato (city) degli Stati Uniti d'America, situato nella Contea di Stark, nello Stato del Dakota del Nord. Nel censimento del 2000 la popolazione era di 307 abitanti. La città è stata fondata nel 1908. Appartiene all'area micropolitana di Dickinson.

## Geografia fisica
Secondo i rilevamenti dell'United States Census Bureau, la località di South Heart si estende su una superficie di 2,40 km², tutti occupati da terre.

## Popolazione
Secondo il censimento del 2000, a South Heart vivevano 307 persone, ed erano presenti 81 gruppi familiari. La densità di popolazione era di 126 ab./km². Nel territorio comunale si trovavano 119 unità edificate. Per quanto riguarda la composizione etnica degli abitanti, il 98,70% era bianco, lo 0,33% era afroamericano e lo 0,98% apparteneva a due o più razze. La popolazione di ogni razza ispanica corrispondeva allo 0,32% degli abitanti.
Per quanto riguarda la suddivisione della popolazione in fasce d'età, il 34,5% era al di sotto dei 18, il 4,6% fra i 18 e i 24, il 27,0% fra i 25 e i 44, il 23,8% fra i 45 e i 64, mentre infine il 10,1% era al di sopra dei 65 anni di età. L'età media della popolazione era di 35 anni. Per ogni 100 donne residenti vivevano 106,0 maschi.